# 杜日
杜日，是匈牙利托尔瑙州所辖的一个村。总面积11.27平方公里，总人口269，人口密度23.9人/平方公里（2011年1月1日）。